# Justin Shenkarow
Justin Moran Shenkarow (ur. 17 października 1980 w Torrance) – amerykański aktor filmowy i telewizyjny, znany głównie z takich seriali jak: Eerie, Indiana i Gdzie diabeł mówi dobranoc.

## Życiorys
Urodził się w Torrance w Kalifornii jako syn Rosalie Shenkarow i Maxwella Shenkarowa. Jego rodzina była pochodzenia żydowskiego. W 2001 ukończył Stanford University, później przez rok studiował historię sztuki w Paryżu.
W wieku dziewięciu lat zadebiutował w serialu Dad's a Dog. Od tego czasu zaczął się gościnnie pojawiać w wielu innych produkcjach (m.in. Pan Złota Rączka, Boston Public), zagrał też w kilku filmach. Za rolę Matthew Brocka z serialu Gdzie diabeł mówi dobranoc był trzykrotnie nominowany do nagrody Young Artist Award. Oprócz grania w filmach, użycza też swojego głosu w produkcjach dla dzieci. Te najbardziej znane to W.I.T.C.H. Czarodziejki, Garfield 2, czy Krowy na wypasie.
W 2005 wystąpił w filmie Dom śmierci II, a w 2007 w serialu Obcy w Ameryce.
Obecnie mieszka w Sherman Oaks w Kalifornii. Posiada także własną firmę producencką, Shake That Fro Productions, która w 2006 wyprodukowała trzy krótkometrażowe filmy, których był reżyserem i odtwórcą głównych ról.

## Filmografia

### Filmy
- 1993: Seks przeciwny i jak z nimi żyć (The Opposite Sex and How to Live with Them) jako Buddy
- 2001: Wakacje. Żegnaj szkoło (Recess: School’s Out) jako dziecko żołnierza / dziecko zapaśnika (głos)
- 2002: Arnold (Hey Arnold!: The Movie) jako Harold Berman (głos)
- 2005: Dom śmierci II jako Samuel Pledge
- 2006: Comedy Hell jako Hades
- 2006: Garfield 2 (Garfield: A Tail of Two Kitties) – głosy
- 2006: Krowy na wypasie (Barnyard: The Original Party Animals) – różne głosy
- 2009: Fuel jako Rick
- 2011: Make a Movie Like Spike jako Paul
- 2015: Minionki – różne głos
- 2018: Spider-Man Uniwersum – różne głosy
- 2021: Mitchellowie kontra maszyny (The Mitchells vs. The Machines) – różne głosy

### Seriale
- 1990: Who’s the Boss? jako Jason
- 1990: Rodzina dla Joego (A Family for Joe) jako Pete Brewster Jr.
- 1990: Bajer z Bel-Air jako Kevin Driscoll
- 1991–1992: Eerie, Indiana jako Simon Holmes / Charles Furnell
- 1992: Batman (Batman: The Animated Series) jako Jordan Hill / Timmy Fyre (głos)
- 1992–1996: Gdzie diabeł mówi dobranoc jako Matthew Brock
- 1994: Beethoven jako Roger (głos)
- 1994: Mała Syrenka jako Daniel (głos)
- 1994–1995: Gdzie się podziała Carmen Sandiego? jako gracz (głos)
- 1994–1998: Świat według Ludwiczka jako Michael Grunewald / Glenn-Glen (głos)
- 1996: Kapitan Planeta i planetarianie jako Joey (głos)
- 1996: Gargoyles jako Dave Porter (głos)
- 1996–2004: Hej Arnold! jako Harold Berman / Harry / Lil' Harold (głos)
- 1997: 101 dalmatyńczyków jako Patch (głos)
- 1997–1999: Byle do przerwy jako Gelman (głos)
- 1998: Pan Złota Rączka jako Matt
- 1998: Portret zabójcy jako Andrew Winslow
- 2001: Boston Public jako Warren Dickson
- 2005–2006: W.I.T.C.H. Czarodziejki jako Eric / strażnik (głos)
- 2007: Obcy w Ameryce jako Chaz Palladino